# قصر الأسقف (كراكوف)

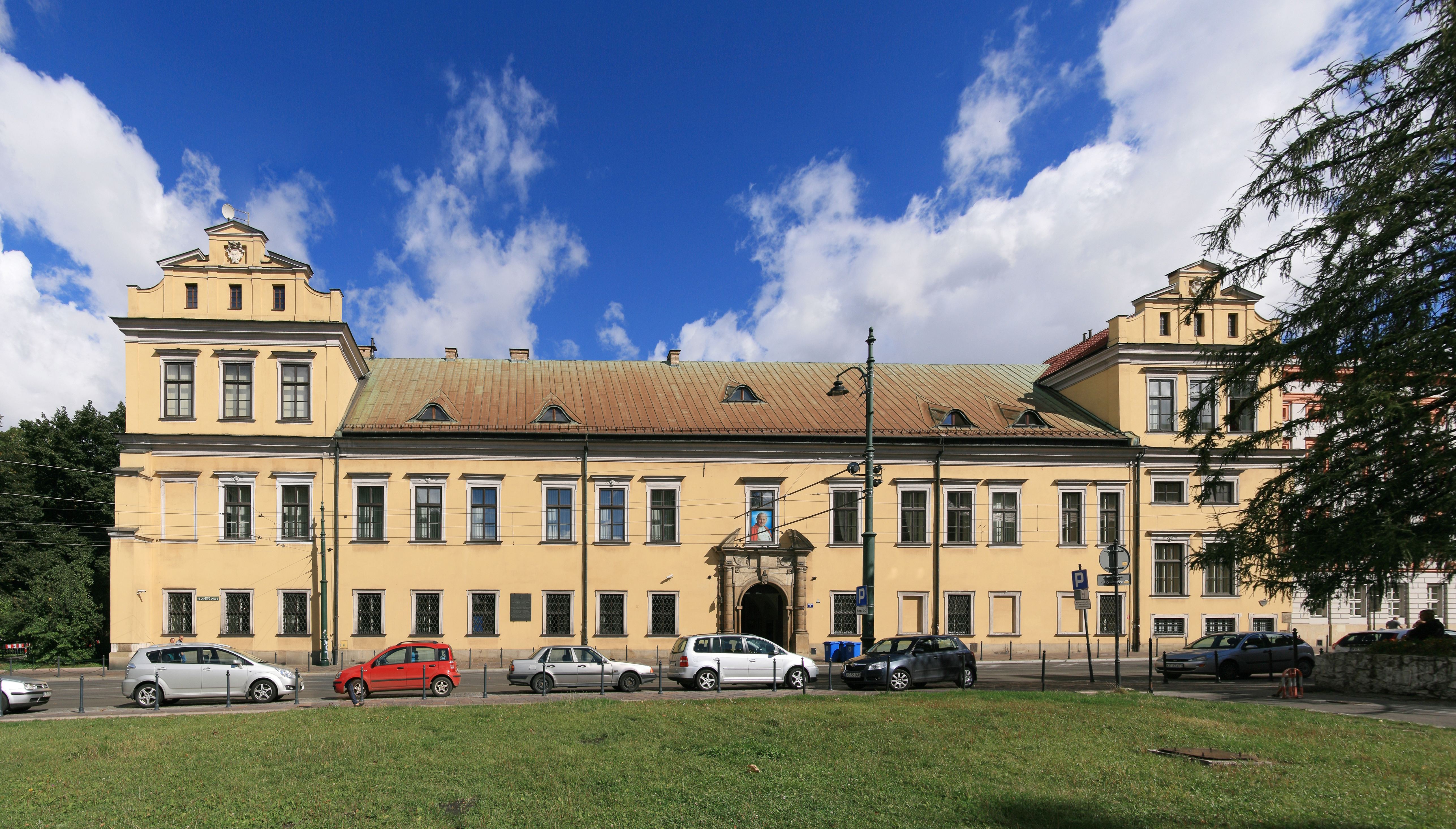
قصر الأسقف في كراكوف.

قصر الأسقف في كراكوف (بالبولنديّة: Pałac Biskupi w Krakowie) هو مقر الأسفقية الرومانية الكاثوليكية في مدينة كراكوف في بولندا، والمقر التقليدي لأساقفة كراكوف منذ أواخر القرن الرابع عشر. يعد القصر ثاني أكبر القصور في المدينة بعد أفيل - المقر السابق للملوك البولنديين. وهو جزء من مجمع دير تابع للرهبنة الفرنسيسكانية. ومن المعروف أن قصر الأسقف كان مقر إقامة البابا يوحنا بولس الثاني خلال زيارته للمدينة.